# Меніл (річка)
Мені́л (Меньїл, Великий Меньїл) — річка в Росії, ліва притока Лози. Протікає територією Ігринського району Удмуртії.
Річка починається на північний захід від села Меніл. Протікає спочатку на південь та південний схід. Впадає до Лози навпроти села Чемошур. Береги річки заліснені, в нижній течії заболочені, в середній течії створено два ставки.
Над річкою розташовано село Меніл, біля якого річку перетинає залізниця, трохи віддалено від річки — присілок Меніл.